# Osroene
Osroene (Osroena, gr. Ὀσροηνή, syr. ܡܠܟܘܬܐ ܕܒܝܬ ܐܘܪܗܝ) – starożytne królestwo założone przez nabatejskie lub arabskie plemiona pochodzące z północnej Syrii.
Założycielem królestwa, które było sukcesorem Syrii Seleucydów był Osroes z Orhai. Królestwo istniało cztery stulecia, od 132 p.n.e. do 244 n.e. Stolicą królestwa została Edessa, w której władali władcy z dynastii Abgar. Osroene znalazło się w strefie wpływów państwa Partów, a potem Rzymu. W 244 roku Rzymianie wcielili królestwo do cesarstwa rzymskiego i zamienili w rzymską prowincję. Legenda głosi, że król Abgar V Ukkama miał wymienić listy z Jezusem. Wspomina o tym biskup Euzebiusz z Cezarei w swojej Historii Kościelnej (I 13).

## Lista królów Osroene
- Osroes 136 p.n.e. – 132 p.n.e.
- Aryu 132 p.n.e.- 127 p.n.e.
- Abdu bar Maz'ur 127 p.n.e. -120 p.n.e.
- Fradhasht bar Gebar'u 120 p.n.e. – 115 p.n.e.
- Bakru I bar Fradhasht 115 p.n.e.- 112 p.n.e.
- Bakru II bar Bakru 112 p.n.e.-94 p.n.e.
- Ma'nu I 94 p.n.e.
- Abgar I Piqa 94 p.n.e.- 68 p.n.e.
- Abjar II bar Abgar 68 p.n.e.- 52 p.n.e.
- Ma'nu II 52p.n.e. – 34 p.n.e.
- Paqor 34 p.n.e. – 29 p.n.e.
- Abgar III 29 p.n.e.- 26 p.n.e.
- Abgar IV Sumaqa 26 p.n.e.- 23 p.n.e.
- Ma'nu III Saphul 23 p.n.e.- 7 p.n.e.
- Ma'nu IV bar Ma'nu 7 p.n.e. – 13 n.e.
- Abgar V Ukkama bar Ma'nu (Czarny) 13 – 50
- Ma'nu V bar Abgar 50- 57
- Ma'nu VI bar Abgar 57 -71
- Abgar VI bar Ma'nu 71- 91
- Sanatruk 91- 109
- Abgar VII bar Ezad 109 -116
- Yalur 118- 122
- Parthamaspates 118 -123
- Ma'nu VII bar Ezad 123- 139
- Ma'nu VIII bar Ma'nu 139 -163
- Wa'il bar Sahru 163- 165
  - Ma'nu VIII bar Ma'nu (AD 165–167)
  - Abgar VIII (AD 167–177)
  - Abgar IX (the Great) (AD 177–212)
  - Abgar X Severus bar Ma'nu (AD 212–214)
  - Abgar (X) Severus Bar Abgar (IX) Rabo (AD 214–216)
  - Ma’nu (IX) Bar Abgar (X) Severus (AD 216–242)
  - Abgar (XI) Farhat Bar Ma’nu (IX) (AD 242–244)